# Potravní daň na čáře

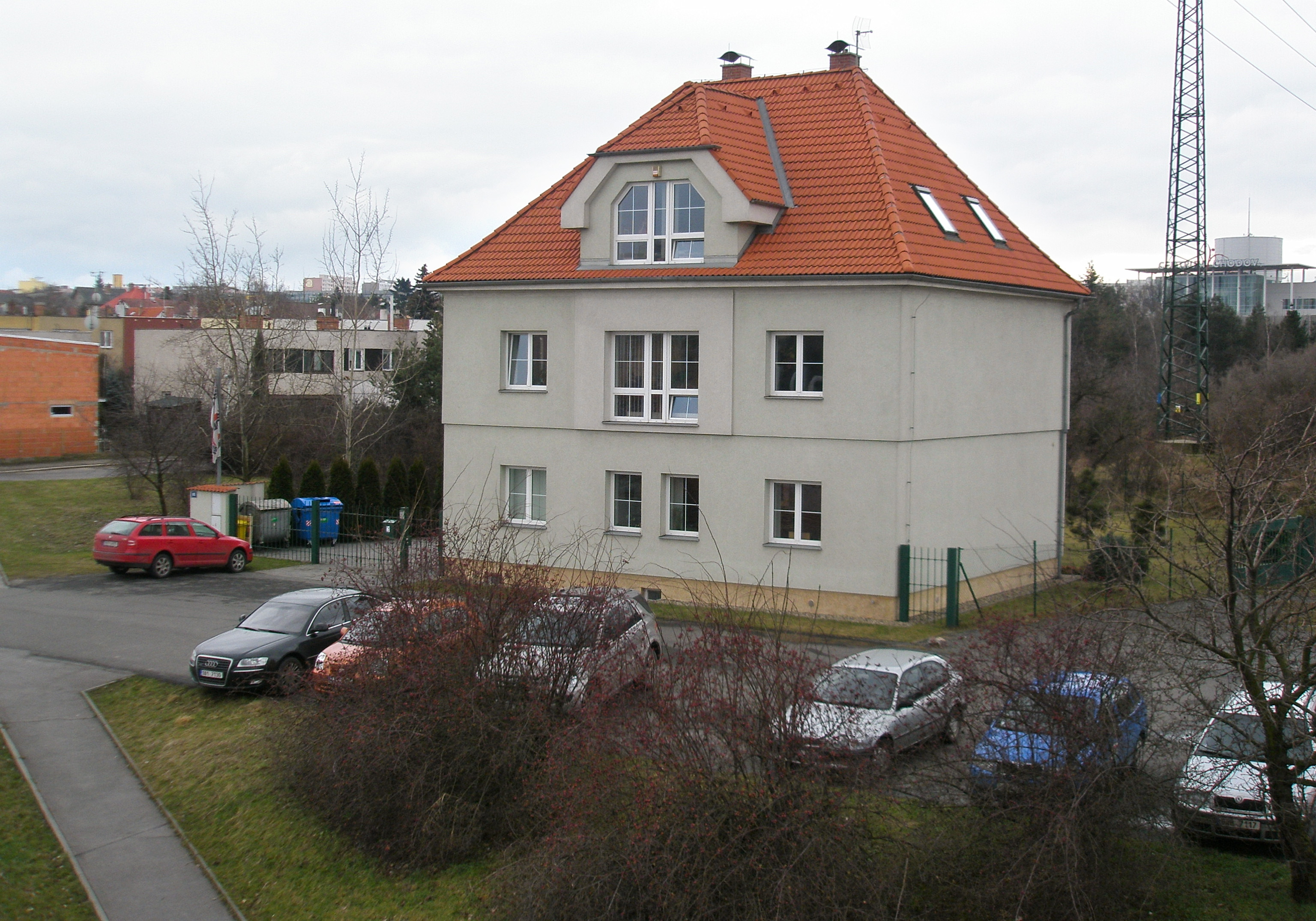
Bývalá budova akcízu na Chodově v ulici Starochodovská

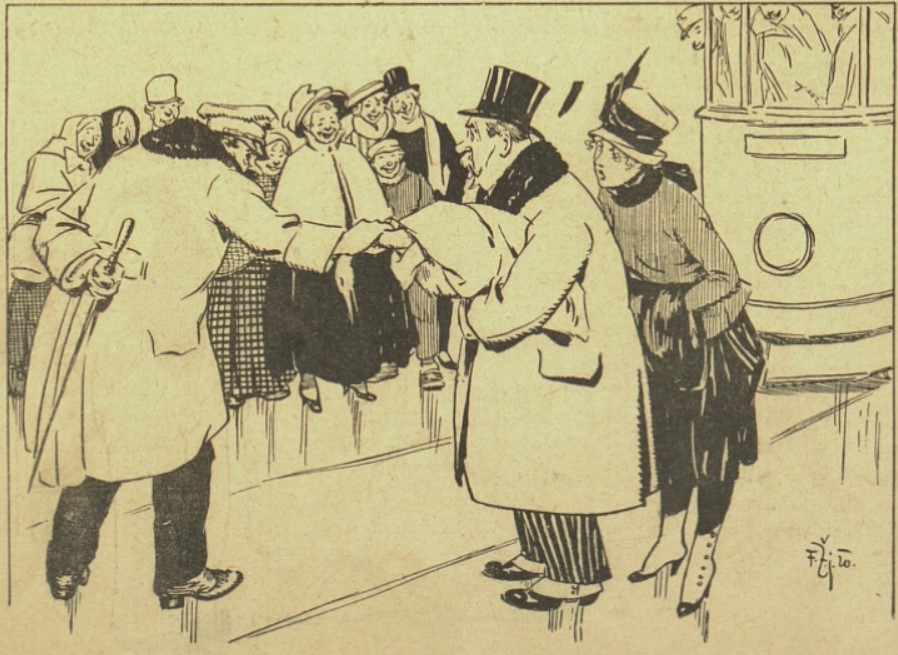
Karikatura úředníka akcízu (Smích republiky, 1920)

Potravní daň na čáře neboli akcíz byla daň z dovozu zboží, převážně potravin, za tzv. „potravní čáru“ vytvářenou od 25. června 1829 na přístupových cestách okolo velkých uzavřených měst Rakouska-Uherska (Brno, Krakov, Linec, Lvov, Praha nebo Vídeň). Po vzniku samostatného Československa byla obnovena výnosem vlády roku 1921. Tato daň, předchůdce spotřební daně, byla na území českých zemí uplatňována do roku 1942.

## Akcíz v Praze

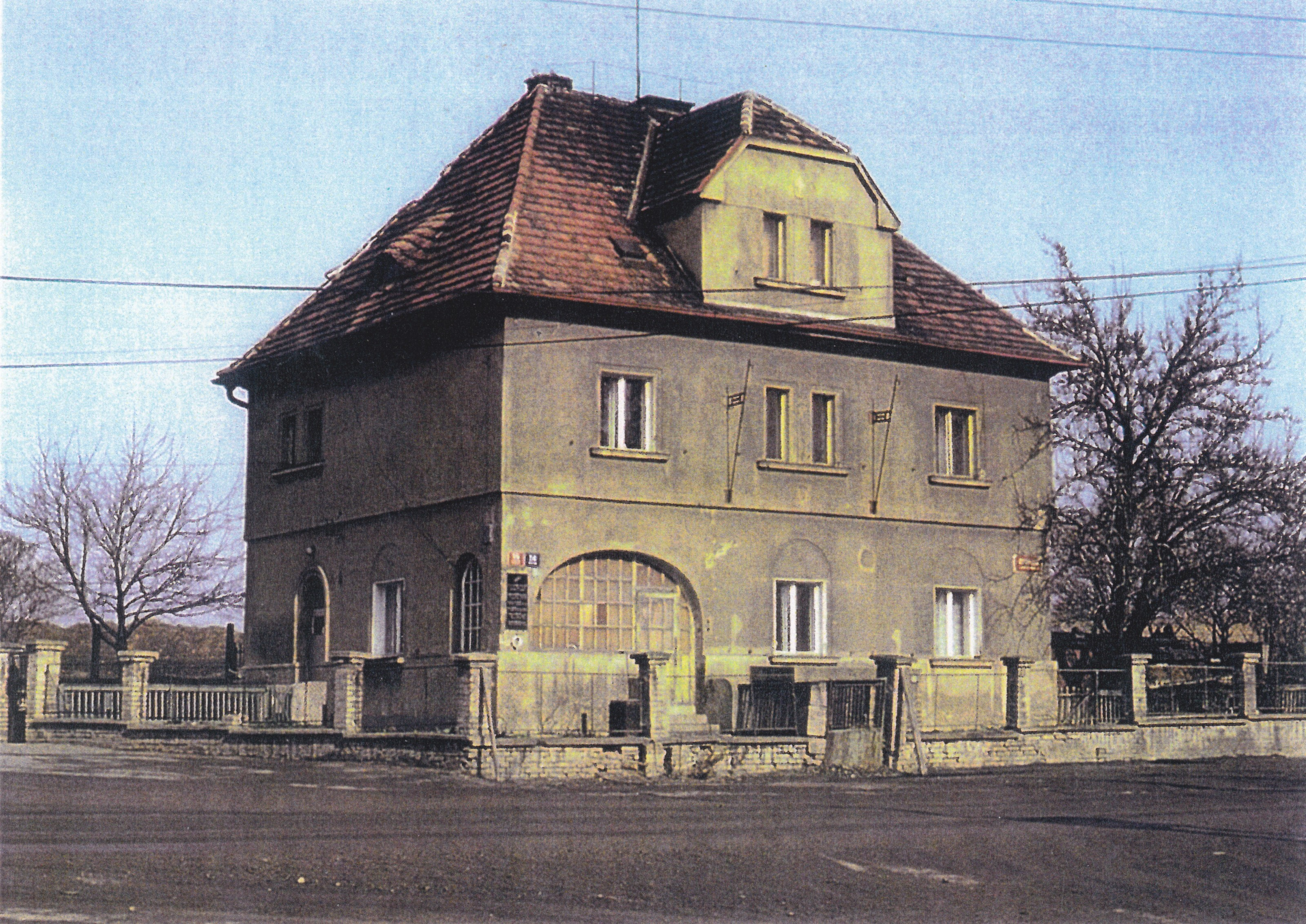
zbořený akcíz v Jinonicích

Budovy akcízu vznikaly v obvodu kolem hranic Prahy u důležitých přístupových cest. Sloužily nejen jako služebny, ale také jako byt pro členy finanční stráže, která zde službu konala 24 hodin. Výše poplatků z roku 1921 byla například za prázdný vůz 20 haléřů, za vůz naložený 40 haléřů, za automobil (naložený i prázdný) se platil poplatek 1 koruna, poplatek za dovoz 1 kilogramu brambor činil 6 haléřů, za 1 kilogram obilí 5 haléřů a za soudek piva 85 haléřů. Dodnes se část akcízů dochovala, přičemž slouží různorodým většinou komerčním účelům. Historicky nejvýznamnější je Akcíz v Jinonicích, který sloužil druhému odboji, byl zbourán v roce 2001.